# Перосо Сопра (Мантова)
Перосо Сопра је насеље у Италији у округу Мантова, региону Ломбардија.
Према процени из 2011. у насељу је живело 58 становника. Насеље се налази на надморској висини од 55 м.